# Daniel Carpo
Daniel Carpo (Tulcea, 26 de noviembre de 1984) es un rugbista rumano. Actúa en la posición de númbero 8 y actualmente juega para el RC Timişoara en el campeonato de rugby rumano. Se formó como jugador en el club de rugby Farul Constanţa, Rumanía. Fue MVP dos años seguidos, en 2010 y 2011.
Forma parte de la selección de rugby de Rumania que juega la Copa Mundial de Rugby de 2015.